# Fissidens aggestus
Fissidens aggestus là một loài Rêu trong họ Fissidentaceae. Loài này được (Besch.) Paris mô tả khoa học đầu tiên năm 1896.